# 伊韦尔东附近蒙塔尼
伊韦尔东附近蒙塔尼（法語：Montagny-près-Yverdon）是瑞士联邦西部法语区的沃州下设的一个镇。在行政上属于沃州北汝拉区管辖。伊韦尔东附近蒙塔尼的总面积为3.52平方公里。截至2010年底，总人口为707。

## 地理
蒙塔尼位于纳沙泰尔湖以西，东南与伊韦尔东相邻，管辖很窄一段湖岸。

## 外部链接

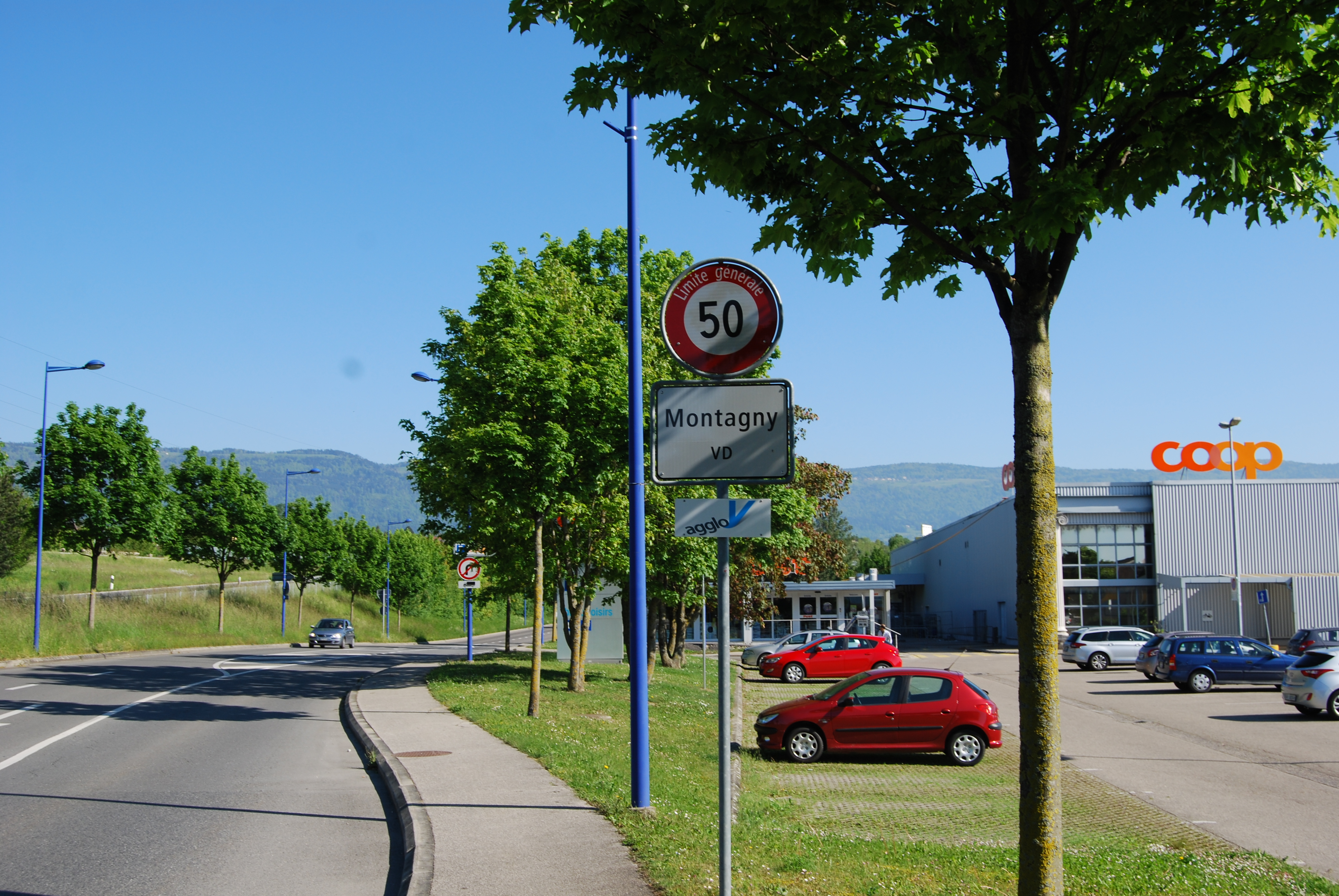
伊韦尔东附近蒙塔尼